# Tofsknotterskinn
Tofsknotterskinn (Hyphodontia subalutacea) är en svampart som först beskrevs av Petter Adolf Karsten, och fick sitt nu gällande namn av J. Erikss. 1958. Hyphodontia subalutacea ingår i släktet Hyphodontia och familjen Schizoporaceae.   Inga underarter finns listade i Catalogue of Life.
I den svenska databasen Dyntaxa används istället namnet Kneiffiella subalutacea för samma taxon.  Arten är reproducerande i Sverige.